# 大仲清治
大仲 清治（、1934年〈昭和9年〉12月15日 - 没年不明）は、日本の元プロ野球選手、元俳優。旧芸名および別名は大仲 清二。身長183センチメートル、体重83キログラム。奈良県五條市出身。

## 人物
高校卒業後に阪急ブレーブス（現：オリックス・バファローズ）に入団するが、1954年に退団し、手塚勝巳が設立した東宝の野球部に移籍する。その後、宝塚映画での俳優活動をきっかけに、1956年3月に東宝専属となり、以降はジャンルを問わず数多くの映画に出演した。出演作品の多くはノンクレジットである。
183センチメートルという長身から、『怪獣島の決戦 ゴジラの息子』ではゴジラとミニラが並ぶシーンのゴジラのスーツアクターとして抜擢される。大仲の起用にあたり、従来ゴジラ役を務めていた中島春雄は特技監督の円谷英二から直々に説明を受けたという。しかし、撮影の合間のキャッチボール中にボールを拾おうとしてマンホールに指を挟んだことで負傷してゴジラ役を降板したため、関田裕が代役として急遽起用されたというエピソードがある。
普段から「俺は野球のために東宝に来たから、役者はあんまり向いていない」と言っており、専属俳優制度が危うくなった際には真っ先に東宝系列のボウリング場への異動願を提出し、俳優を引退した。その後、「みんなも大仲を見習ってほしい」という上層部の声や異動先で係長に出世した大仲の姿を見て、異動を決意した俳優も多かったという。
没年は不明であるが、2016年に洋泉社から刊行された『特撮秘宝 VOL・3』には、故人である旨が記述されている。

## 主な出演作品

### 映画
- 空の大怪獣 ラドン（1956年 本多猪四郎監督）：中川（アベックの男）[出典 3][注釈 1]
- 大安吉日（1957年 筧正典監督）：椎名一郎
- ガス人間第一号（1960年 本多猪四郎監督）：鑑識課員[要出典]
- どぶろくの辰（1962年）
- ゴジラシリーズ
  - キングコング対ゴジラ（1962年 本多猪四郎監督）：パシフィック製薬社員[5]、大安丸船員[5]
  - モスラ対ゴジラ（1964年 本多猪四郎監督）：静之浦の漁師[5]、船着場の警官[5]
  - 三大怪獣 地球最大の決戦（1964年 本多猪四郎監督）：円盤クラブ会員[3][5]、上野公園の記者[3][5]、松本の観光客[5]
  - 怪獣大戦争（1965年 本多猪四郎監督）：自衛隊員[5]
  - ゴジラ・エビラ・モスラ 南海の大決闘（1966年 福田純監督）：新聞社社員[5]、ラリーダンスの観客[5]、赤イ竹隊員[5]
  - 怪獣島の決戦 ゴジラの息子（1967年 福田純監督）：ゴジラ[出典 4][注釈 2]
  - 怪獣総進撃（1968年 本多猪四郎監督）：統合防衛司令部の将校[3][5][注釈 3]、月基地の隊員[2][5]、記者[5]
- 太平洋の翼（1963年 松林宗恵監督）
- 君も出世ができる（1964年 須川栄三監督）：飛行機から降りる乗客
- 宇宙大怪獣ドゴラ（1964年 本多猪四郎監督）：飛行機の乗客[要出典]
- クレージー映画
  - 無責任遊侠伝（1964年 杉江敏男監督）
  - ホラ吹き太閤記（1964年 古澤憲吾監督）：今川家の武将[注釈 4]
  - 大冒険（1965年 古澤憲吾監督）：名古屋署の警官[要出典]
  - クレージーだよ天下無敵（1967年 坪島孝監督）：ザ・凸凹ブラザース
  - クレージーの大爆発（1969年 古澤憲吾監督）：進歩的文化人団体員
- フランケンシュタイン対地底怪獣（1965年 本多猪四郎監督）：遊覧船の男・自衛隊員 [2役][要出典]
- フランケンシュタインの怪獣 サンダ対ガイラ（1966年 本多猪四郎監督）：海上保安部職員[要出典]
- キングコングの逆襲（1967年 本多猪四郎監督）：輸送船船員（ドクター・フーの手下）[要出典]
- 緯度0大作戦（1969年 本多猪四郎監督）：宇宙船回収船の船員[要出典]
- ゲゾラ・ガニメ・カメーバ 決戦!南海の大怪獣（1970年 本多猪四郎監督）：セルジオ島島民[要出典]

### テレビドラマ
- 快獣ブースカ
  - 第11話「ブー横丁の学習塾」（1967年）：人間コング
  - 第33話「不思議なドンブラ島」・第34話「ドンブラ島の化け狸」（1967年）：藤原純友の部下